# Diocesi di Agrippia
La diocesi di Agrippia (in latino Dioecesis Agrippensis) è una sede soppressa e sede titolare della Chiesa cattolica.

## Storia
Agrippia, identificabile con le rovine di Saliliyé, è un'antica sede episcopale della provincia romana della Siria Eufratense nella diocesi civile d'Oriente. Faceva parte del patriarcato di Antiochia ed era suffraganea dell'arcidiocesi di Sergiopoli.
La sede non compare nell'opera Oriens Christianus di Michel Le Quien. È segnalata in una Notitia episcopatuum del VI secolo, ma nessun vescovo è conosciuto.
Dal 1933 Agrippia è annoverata tra le sedi vescovili titolari della Chiesa cattolica; la sede è vacante dal 30 agosto 2024.

## Cronotassi dei vescovi titolari
- Thomas (Tomy) Tharayil (14 gennaio 2017 - 30 agosto 2024 nominato arcieparca di Changanacherry)